# إدوين توماس
إدوين توماس (بالإنجليزية: Edwin Thomas)‏ (1977، فرانكفورت في ألمانيا)؛ كاتب وروائي بريطاني.